# معركة قجال (1638)
معركة قجال هو اشتباك بين إيالة الجزائر والأمراء الإقطاعيين من بايلك قسنطينة، بما في ذلك الشيخ أحمد بن الصخرى بن بوعكاز، شيخ عرب بايلك وبتقة المقراني، سلطان بني عباس.
وقعت المعركة في عام 1638 في سياق التشكيك في سلطة إيالة الجزائر من قبل الزعماء القبليين والإقطاعيين في شرق الجزائر، والمعروفة باسم ثورة بن سخري. معركة بين تحالف القبائل، بما في ذلك البدو الذين ألحق هزيمة قاسية بجيوش باي قسنطينة وتعزيزات الجزائر.

## تاريخ وقوع المعركة
كان تاريخ حدوث المعركة، سنة 1638، كان ذلك يوم السبت، 12 من شهر، جمادى الأُولى، 1048 هجري قمري، الموافق ل20، من شهر، سبتمبر،1638 ميلادي، في سياق التشكيك في سلطة الوصاية، على الجزائر

## خلفية
سنة 1637 خرج القبطان الفرنسي هنري دوسورديس على رأس أسطول فرنسي نحو مدينة الجزائر ونجح في مصادرة خمسة سفن جزائرية، استغل يوسف باشا تلك الحادثة لفرض ضرائب كبيرة على سكان المدينة وكذلك سكان زواوة بحجة تدعيم الحصون. لكن في فترة لاحقة اكتشف السكان أن أموال الضرائب ذهبت أدراج الرياح ولم تُشيد أية حصون فعُزل يوسف باشا وعُين علي بتشين مكانه.
اتهم باي قسنطينة مراد باي شيخ العرب محمد بن الصخري بن بوعكاز قائد الذواودة الحنانشة بالخروج عن الطاعة وأمسكه سجيناً وكان ذلك بعد أن زاره في مكان خارج مدينة قسنطينة سنة 1047 هـ، فشاور فيه باشا الجزائر علي بتشين والديوان فأشاروا عليه بقتله ففعل ذلك وعلق رأسه هو وابنه أحمد وستة من أصحابه على الخيمة العسكرية ثم في قسنطينة لكن ليس من بين الرؤوس التي علقت بالمدينة رأس ابن الصخري وابنه أحمد.
في 7 نوفمبر 1637 خرج القبطان الفرنسي مانتين على رأس 12 سفينة حربية كبيرة بهدف ترهيب وإجبار حكام مدينة الجزائر على تعديل اتفاقية 1628 لكن فشل المفاوضات مع الباشا وتهديد الجزائريين بإعدام جميع الفرنسيين بحوزتهم أجبره على التراجع.
في الثاني من ديسمبر دخل القبطان الفرنسي شاستيلوز ميناء الجزائر وإستولى على سفينتين محملتين بالقمح كما أسر سبعين بحّارا تركيًا بالإضافة لتحرير 75 أسيرًا مسيحيًا كانوا يعملون بالتجديف. كانت هذه الحادثة هي القطرة التي أفاضت الكأس بالنسبة لبتشين الذي شعر بإهانة كبيرة وإجتمع مع الدويان ثم أعلن نهاية الصلح مع الفرنسيين، في حين إدّعى القنصل الفرنسي 'فياس' أنّ ذلك العمل من تدبير القبطان الفرنسي بمفرده.
في 8 ديسمبر سُجن القنصل الفرنسي وقرّر علي بتشين هدم الباستيون الفرنسي في القالة وكل المؤسسات التجارية الفرنسية في البلاد. في نهاية ديسمبر عاد علي بتشين إلى مدينة الجزائر وبحوزته 317 أسيرًا فرنسيا من عمال الباستيون.
بعد هدم الباستيون لم يتمكن مزارعو وتجار هوارة في بايلك الشرق من شحن محاصيل الحبوب ومنتجات الشمع والجلود والخيول نحو ميناء مرسيليا في تلك السنة، فبارت تجارتهم وحصل سخط كبير وسط الأهالي، فقرّروا الامتناع عن دفع الضرائب للحكومة العثمانية التي وقعت لاحقًا في عجز مالي كبير.
في مطلع سنة 1638 زحف أحمد الصخري قائد عرب الذواودة على قسنطينة رغبة في الانتقام لشقيقه وعائلته فاستغل خالد أُومحمد بن علي ذلك  وأعلن التمرّد واستدعى فرسان هوّارة وكلفهم بحراسة ساحل بونة حتى لا يقوم العثمانيون بإنزال بحري والإطباق عليه، ثم جاب أحواز قسنطينة على رأس قوة تتكون من ألفين، ما بين فرسان ومشاة، وطرد الحاميات العثمانية بالإضافة للقبائل المحسوبة على القائد علي بتشين هناك مثل دريد إلى مضاربهم نحو تونس 
انضم للثورة المناوئون للحكم العثماني وأشهرهم قبيلة فليسة  التي فرض عليها يوسف باشا في وقت سابق ضريبة 300 ألف قرش، وهكذا أيضا دخل على الخط شخصية أخرى هي بتقة المقراني زعيم إمارة بني عبّاس ، والقائد المتصوّف محمد بن الأحسن النڨاوسي الذي شقّ عصا الطاعة في بلزمة، ومثله فعل أو قيل كذلك في مفتي الجزائر يحيى الأوراسي، وهذا كلّه أعطى للثورة زخما كبيرا سيدوم سنوات.
سار أحمد الصخري نحو قسنطينة قاصدا مراد باي فخرجوا لقتالهم وسقط خلق كثير، منهم 25 من أعيان المدينة فعاد السكان مكسورين ومضى الثوار لحرق كل المحاصيل في أحواز المدينة ولم يتركوا منها شيئًا رغبة في استثارة السكان ضد الأتراك. أمام هول الصدمة أرسل مراد باي وفدًا لمدينة الجزائر يطلب الدعم فجهّز لهُ الباشا بسرعة جيشا تعداده ستة آلاف رجل يقوده المدعو القايد يوسف  لمجابهة الثوار الذين بلغوا في كثرتهم عشرة آلاف فارس. التقى الجمعان يوم 20 سبتمبر 1638 في قجال قرب سطيف.

## المعركة
اكتسح تحالف شاوية هوارة والعرب القوات التركيّة وكبّدوهم خسائر معتبرة أين هرب مراد باي لكن قتل كاتبه شريط بن صولة على يد الثوار ، ثم أعاد الجمعان اللقاء في صيف 1939 بعد وصول نجدة جديدة من العاصمة، وهذه المرة أيضًا سُحق جيش الأتراك وقُـتل القايد والخوجة وسقط الباي مراد نفسه حيث اختلفت المصادر حول مصيره. في تقدير Berbrugger كان سبب هزيمة الأتراك هو إستعمال الثوّار لتكتيك تحميل الجِمال بأكياس رملية وإطلاقهم نحو العدو لنشر الفزع بين خيوله ، وهو تكتيك إستعمله أمازيغ الأوراس منذ قرون طويلة أشار لهُ كوريبوس في القرن السادس.

## النتائج
يُرجح أن مراد باي قُتل في المعركة حيث ان الحرب بين المعسكرين استمرت بعد الهزيمة النكراء للعثمانيين في موقعة قجال  مما أدّى بباشا الجزائر إلى محاولة ضرب معاقل فليسة أولا لفتح الطريق نحو بايلك الشرق بيد أن محاولته تم إحباطها وصد الهجوم حتى إنتهى الأمر بتوقيع إتفاق سلام شامل والرضوخ لمطالب الثوار، أمّا في قسنطينة فقد توسّط الشيخ عبد الكريم الفكون لإعادة تعيين باي جديد بعد أن شغر المنصب لفترة من الزمن.
في سنوات لاحقة انتشر في بايلك الشرق مثل شعبي فصار يُـقال "هل رجعت برأس مراد باي؟" في إشارة على تحقيق مكسب عظيم وربما وضع الثوار جائزة مالية لمن يحضر رأسه.
برزت طبقة الإنكشارية في الجزائر خلال هذه الثورة على حساب رياس البحر حيث اكتسب العثمانيون خبرة في أغوار البلاد والتعامل مع الأسر المحلية الحاكمة، بينما اهتزت مكانة الباشاوات الذين أثبتوا عجزهم عن إدارة شؤون البلاد وسقط حكمهم بعد 30 سنة من ذلك لتبدأ مرحلة الدايات.